# 舞女 (中国近代)
舞女，是民国时期的一种女性职业，舞厅中的交际舞女属于中国20世纪20年代初开始出现的一种新职业。舞女在舞厅里与男顾客一起跳舞，职业不同于歌妓和妓女。该职业于1949年在中国大陆被废除，但例如香港，在1949年后依然存在舞女这一职业，后来随着时代的发展，该职业也逐渐衰落。

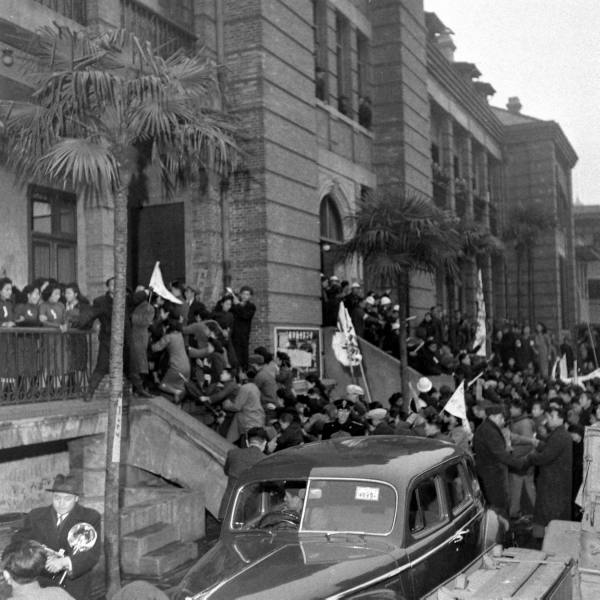
上海市社会局前示威的舞女

## 起源
20世纪20年代初，上海开始出现商业性舞厅，舞厅雇佣舞女陪伴男性跳舞。1922年，一品香饭店举办社茶舞会，推出了海派舞风。1927年，永安公司开办了第一家舞厅“大东舞厅”，从菲律宾聘请伴奏乐队，舞女从社会公开招募，再经过专门培训后成为正式舞女。在此之后，舞女正式成为一种职业。1933年，百乐门舞厅在上海开业，它是一家综合性娱乐场所和舞厅，被誉为“远东第一乐府”。在当时的交际舞女中，百乐门舞女的形象和舞技均是最高的。民国时上海黑猫舞厅、百乐门等大舞厅中的舞女，她們多會與客人交際應酬和飲酒，因此也有“交際花”之称。

## 职业
大型舞厅中的舞女除了提供伴舞外，还提供陪顾客喝酒、聚会聊天等娱乐活动。在当时，交际舞女也被贬义地称为“腰货女郎”，因为她们与男子跳进行肢体接触的交际舞以获取报酬，被认为是出卖腰肢。民国时期的舞厅舞女，大多是因为家庭贫困需要养家糊口。舞女当中有人当过佣人，打过零工，种过田，但依然无法维持一家人的生计，就选择到舞厅当舞女。有的舞女原先在茶馆、餐厅当服务生和歌女，后来转行为舞厅舞女。还有的舞女原本是高级妓女，在妓院里重获自由后从妓女转行为舞厅舞女。只有极少数的电影明星和有钱的女大学生是以娱乐和社交为目的从事舞女工作的。舞女通常是16到25岁之间的年轻女性。
做舞厅舞女没有文化要求，很多学历低甚至不识字的女孩从事舞女工作。但舞女这个职业对舞蹈是有要求的，工作前要经过一段时间的舞蹈训练。大部分舞女没有舞蹈基础，预备舞女需先去舞蹈学校培训，当时上海有很多这样的舞蹈学校，大概学习三四个月就能毕业。舞女往往还会去舞厅找一个正式的舞女“实习”，实习的同时也会学习跳舞，之后才能正式成为一名舞女。有时舞蹈学校也会根据学生的舞技介绍他们到舞厅工作。民国时期除上海外，国内一些大城市也有舞厅和舞女。大舞厅的舞女一般不从事卖淫活动，但也有的舞女会私自从事卖淫活动。她们与舞厅签订了合同，但身份为自由人。舞厅不提供住宿，舞女需在外租房居住。舞厅的人员不仅有舞厅老板和舞女，还有舞女的经理，此外还包括服务员、乐师等。红舞女的收入较高，舞女本人可得七成工资，舞厅可得三成。普通舞女的收入没有红舞女高，但一般情况下可以维持日常生活、房租和补贴家用的支出，她们通常与舞厅五五成平分收入，或者舞厅拿七成，舞女拿三成。百乐门舞厅还配有著名乐队伴奏，有时也邀请女歌手来演唱，邀请来的女歌手并非百乐门舞女和歌女，她们属于应邀演唱的明星。
受过教育的舞女很少，但有些舞女利用业余时间学习知识，她们不愿一直当舞女，打算通过学习文化知识进入其他职业。这些舞女白天去职业补习学校学习会计、打字、算术、英语等。此类舞女一般以优雅脱俗的形象出现在舞厅里，当时被称为“学生派舞女”。对于还未结婚的舞女来说，最终如果能成为有钱客人的妾是更好的选择。
一些舞女在职业生涯中，会寻找一个有一定社会地位的客人，选择成为对方的情妇，以抵御居心叵测的男性的骚扰。

## 小型舞厅
民国时期小舞厅里的舞女通常是妓女，她们收入微薄，也从事卖淫活动以赚取收入。小舞厅更加混乱，更像妓院。小舞厅的老板和经理也充当皮条客，从舞女和嫖客的性交易中获取收入。

## 废除
1947年9月，民国政府下令关闭舞厅，靠舞厅谋生的舞女、乐师、服务生等都面临失业。1948年1月31日，上海舞厅的舞女、乐师等人抗议这项规定。1948年3月31日，民国政府解除关闭舞厅的规定，舞厅重新恢复营业。
新中国成立后，在中国大陆地区，舞女这个职业被废除，但大舞厅的舞女并不被视为妓女，大舞厅的舞女们没有妓女们患有性病的复杂情况。百乐门的舞女们加入了上海妇女联合会，成立舞女联谊会，妇联每天派两名同志帮助指导她们学习，包括教她们识字、缝纫技术等。百乐门舞厅还专门开辟了一间房间，放置五台缝纫机，作为“百乐门内衣厂”的厂址。大东舞厅有近百名舞女，她们主动向上海市妇联请愿，协助开办识字班，还与百乐门内衣厂合作，大东舞厅的舞女们开办纱厂织布，为百乐门内衣厂制作内衣。一些舞女转行从事护士和幼儿园阿姨等职业。

## 香港舞女
在1949年后，香港依然存在舞厅和舞女，舞女也被称为“舞小姐”。并非所有舞女都从事卖淫活动，一些舞女谈吐得体、身穿旗袍，不会提供卖淫服务。在六十年代的香港，有质素的舞女不是直接就可以从事，而是要经过严格筛选。二十世纪五、六十年代，因为香港经济上扬，娱乐事业和舞厅也开始兴盛。香港六十年代最高档的舞厅被认为是位于北角的丽池和杜老志。最开始的杜老志舞厅甚至不供应酒，舞女们只陪伴顾客喝茶，顾客也不是为了买春而光顾舞厅。对于杜老志的舞女，顾客就算花费大量时间和金钱，也未能深入展开关系。七十年代末到八十年代起，随着中式舞厅和日式夜总会的兴起，不少香港高档次舞厅也开始转型，即使是知名的杜老志舞厅在转型后也逃不过时代发展，于2002年结业。

## 知名舞女
在民国时期，极少数的舞女转型成为电影演员。胡枫、舒绣文、李丽、孟燕、衣雪艳等电影演员都是从舞女转型为演员的。
其余的知名舞女还有陈曼丽、王吉、任黛黛、王韵梅、“梁家四姐妹”(梁赛珍、梁赛珠、梁赛珊、梁赛瑚)等。